# Ітум-Кале
Ітум-Кале (чеч. Итон-Кхаьлла) — село в Росії, адміністративний центр Ітум-Калінського району Чечні.
Розташоване за 20 км на південь від села Шатой.
Будинки побудовані з неотесаного каменю, обмазані глиною, побілені і мають відкриту веранду. Більшість будинків має два виходи, кімнати розташовані по одній лінії. Частина ділянки поблизу будинків обнесена невисоким кам'яним парканом.
Побудована мечеть. Село традиційно пов'язане з тейпом Чантий (чеч. ЧІаьнтий).

## Історія
Село засноване Ітоном, родоначальник Тайпа Чантий, Ітон першим осівши в ущелині Аргуна відбудував вежу і став жити тут, у нього був син Жела, а у Жели було 5 синівської Ежі, Бахьмад, Хьамат, Муртаз, Борз, вони розселилися по ущелині річки Тазбічи.
На південній околиці Ітум-Кале та поблизу села багато середньовічних пам'ятників — родові башти, могили зі склепами. Старовинне село Шулкаг, тепер в межах Ітум-Кале, ймовірно зображено на малюнку  М. Ю. Лермонтова «Вид гірського селища». В 1967 році тут був заснований Аргунський історико-археологічний музей-заповідник.
У 1944—1957 роках входив до складу Грузинської РСР під назвою Ахалхеві.

## Галерея

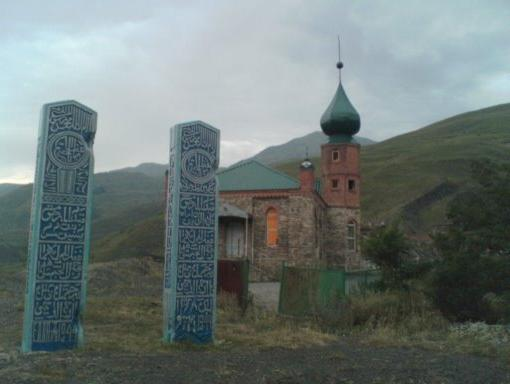
Мечеть в Ітум-Кале
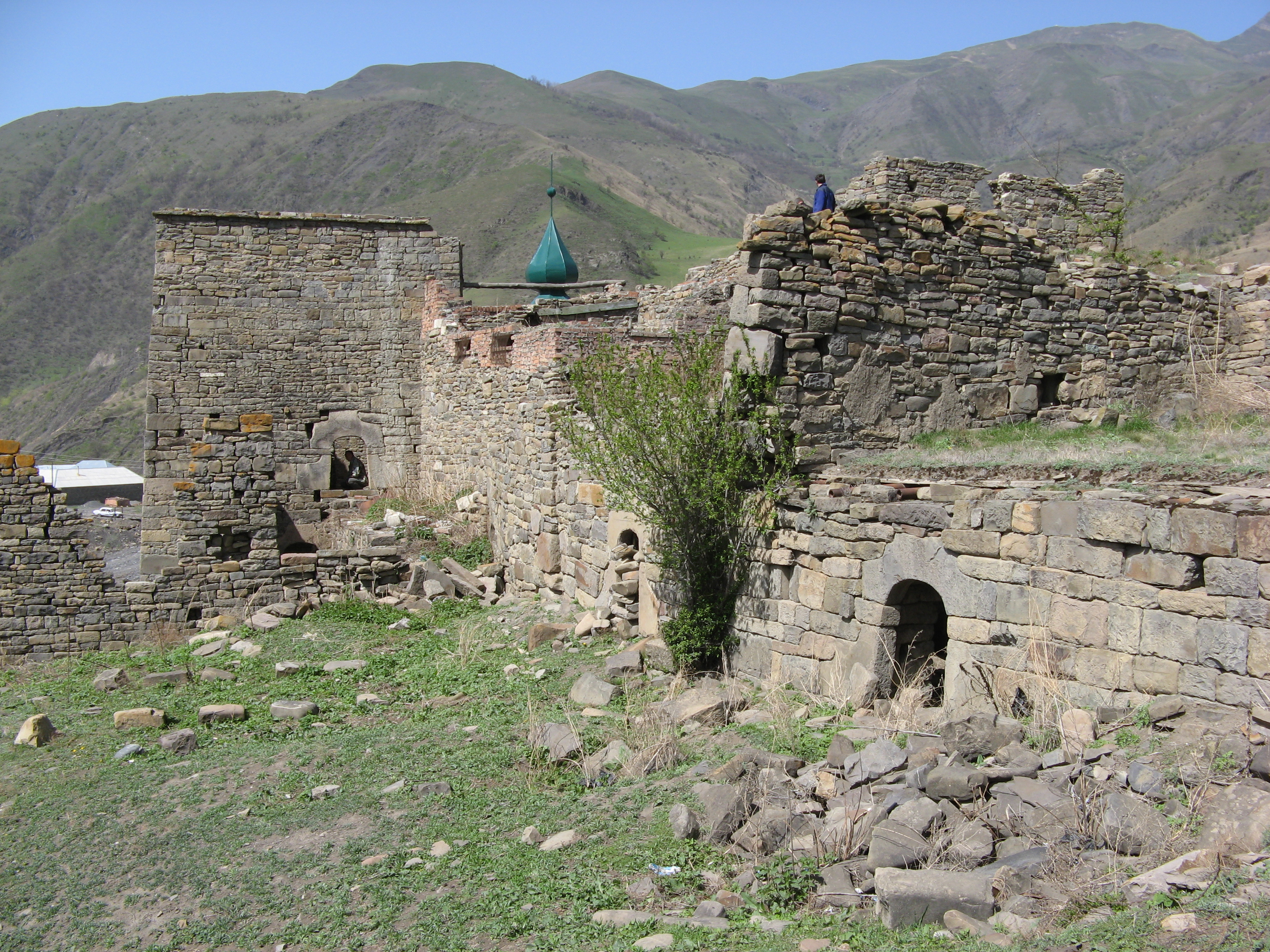
Фортеця поряд з мечеттю в Ітум-Кале
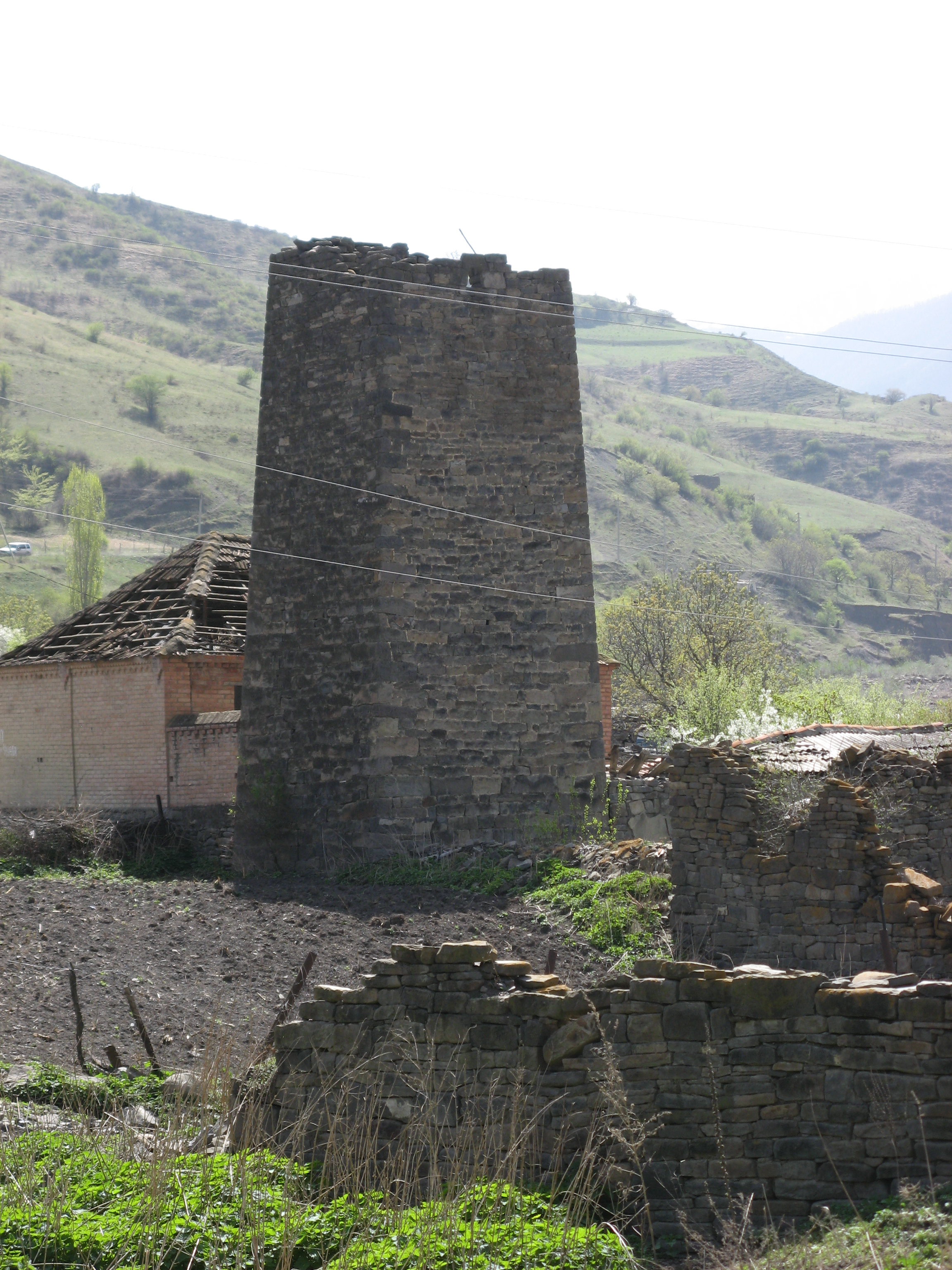
Вежа в Ітум-Кале
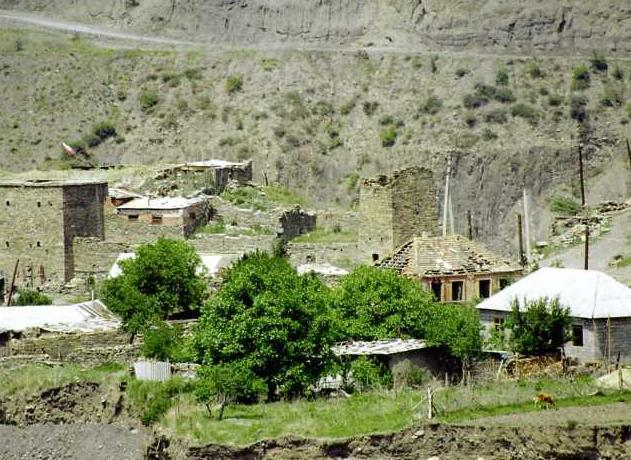
Фортеця в Ітум-Кале
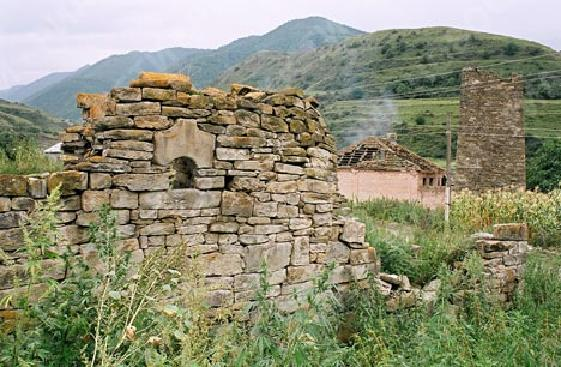
Фортеця в Ітум-Кале
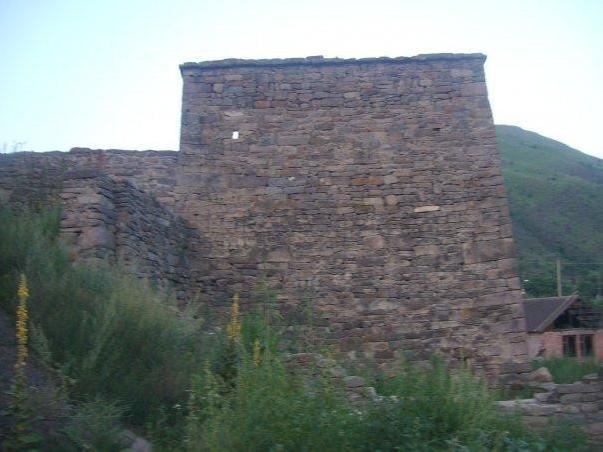
Вежа в Ітум-Кале
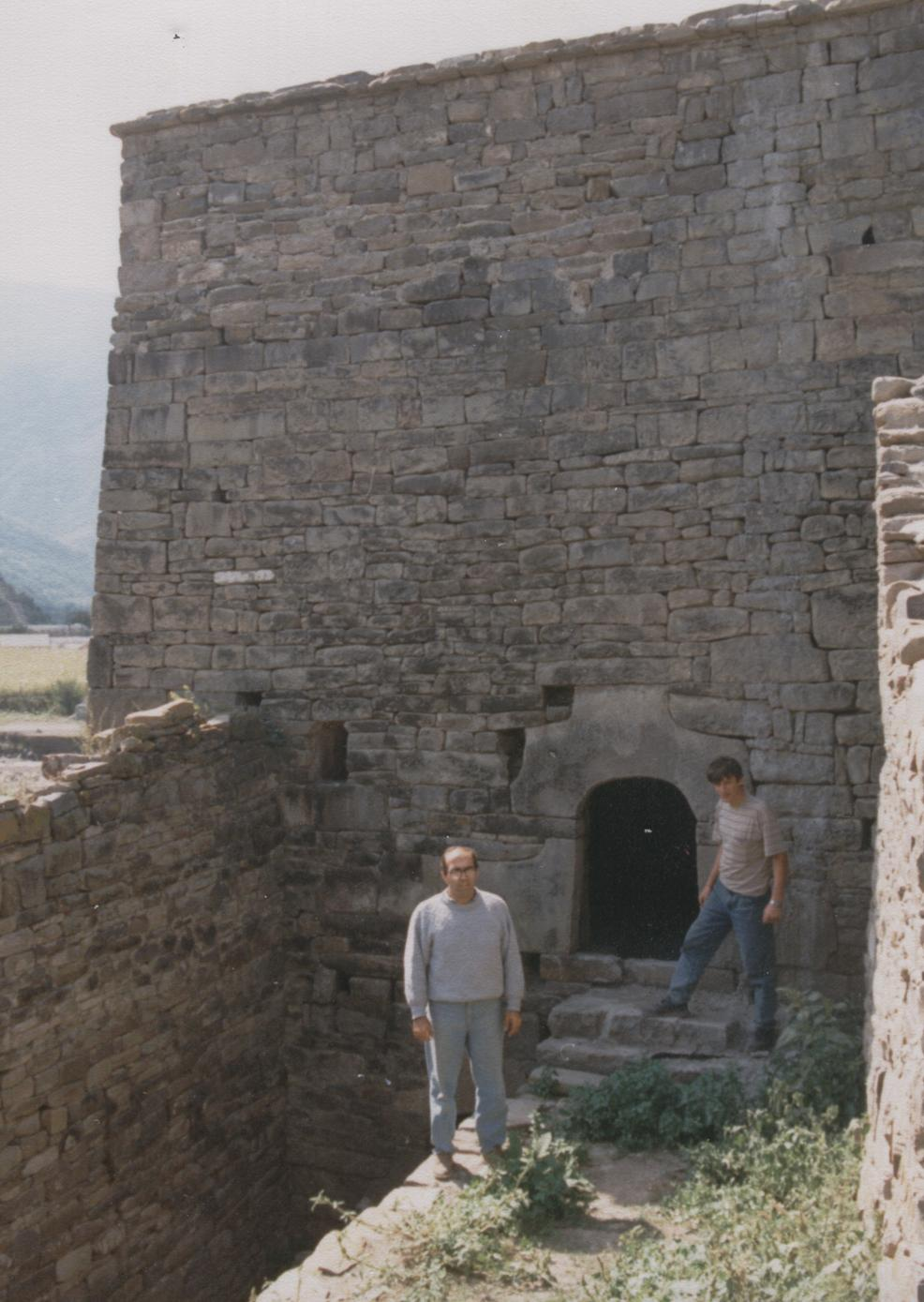
Вежа в Ітум-Кале